# Dobrzec (gmina)
Dobrzec – dawna gmina wiejska istniejąca w latach 1973–1976 w województwie poznańskim, a następnie w województwie kaliskim (dzisiejsze województwo wielkopolskie). Nazwa gminy pochodzi od Dobrca (obecnie dzielnica Kalisza), lecz siedzibą władz gminy był Kalisz.
Gmina została utworzona 1 stycznia 1973 w powiecie kaliskim w woj. poznańskim. 1 czerwca 1975 gmina weszła w skład nowo utworzonego woj. kaliskiego.
2 lipca 1976 gmina Dobrzec została zniesiona, a jej obszar włączono do gmin:
- Blizanów (obszary sołectw: Czajków, Dębniałki, Jastrzębniki, Kurza, Pawłówek, Piotrów, Poklęków, Pruszków[8], Szadek, Warszówka, Zagorzyn i Żegocin),
- Godziesze Wielkie (obszary sołectw: Borek, Wolica i Żydów),
- Gołuchów (obszary sołectw: Borczysko, Kościelna Wieś Druga, Kościelna Wieś Pierwsza),
- Nowe Skalmierzyce (obszary sołectw: Biskupice, Dobrzec, Sulisławice i Sulisławice-Kolonia) i
- Żelazków (obszary sołectw: Kokanin, Kokanin-Kolonia, Pólko, Skarszewek-Kolonia, Szosa Turecka i Wojciechówka);
- oraz do miasta Kalisza (obszary sołectw: Мајków-Kolonia, Nosków, Piwonice, Piwonice-Wschód, Piwonice-Zachód i Szczypiorno).